# Technologisch Topinstituut
In Nederland heeft een aantal onderzoeksinstituten de status van Techologisch Topinstituut (TTI). Een TTI is een samenwerkingsverband tussen bedrijven, kennisinstellingen en de overheid. De eerste hiervan werden in 1997 in het leven geroepen met als doel een bijdrage te leveren aan de omzetting van kennis in toepassingen. TTI's voeren onderzoeksprogramma's uit die kennis ontwikkelen op een beperkt, specifiek thema van nationaal economisch belang en internationale betekenis. De onderzoeksagenda's worden opgesteld in overleg met het bedrijfsleven. De financiering van TTI's wordt geregeld via publiek-private samenwerking. In 2006 kwamen hier Maatschappelijke Topinstituten (MTI) bij, die gericht zijn op belangrijke maatschappelijke zaken.